# Casa Nouă

Casa Nouă și în fundal Palatul Regal.

Casa Nouă după bombardamentul german din 24 august 1944.

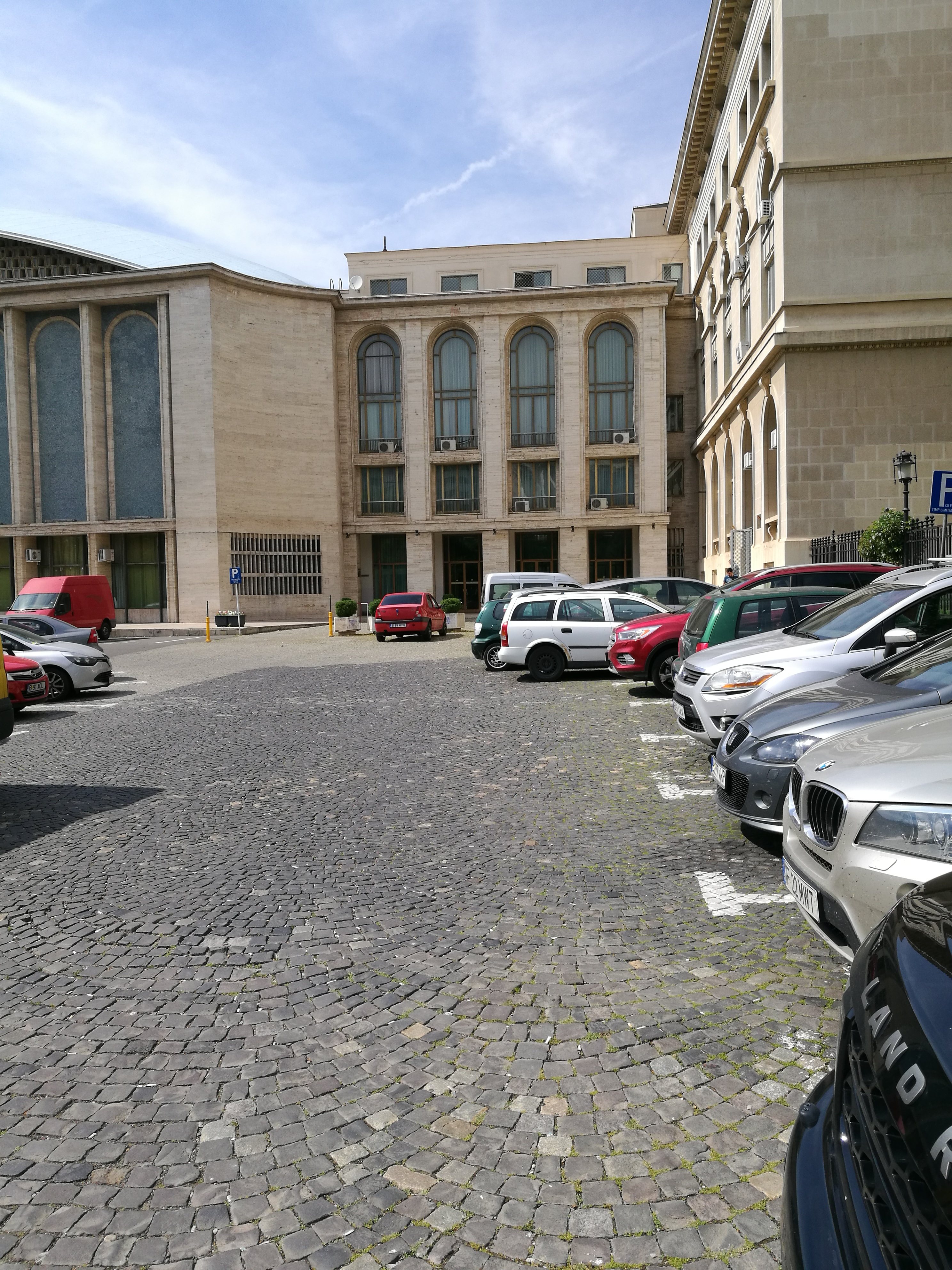
O parte din aleea ce despărțea odată Casa Nouă (în stânga, în locul ocupat acum de Sala Palatului) și partea din spate a Palatului Regal din București (în dreapta).

Casa Nouă (numită în unele scrieri și „Casa Mică”) a fost o vilă construită în spatele Palatului Regal din București, aflată pe strada Pictor Grigorescu nr. 24, pe locul unde se află astăzi Sala Palatului. 

## Arhitectura
Casa Nouă era o mică vilă tencuită, cu un singur etaj. O alee o despărțea de spatele corpului central al Palatului Regal, obligând vizitatorii să traverseze prin exterior pentru a trece dintr-o clădire în alta.
Printre alte limitări, Casa Nouă nu dispunea de o bucătărie, mâncarea fiind adusă de la bucătăria Palatului printr-un tunel de serviciu.
La etajul Casei Noi se afla o mică încăpere-seif, model Fichet, care adăpostea valoroasa colecție de timbre a Regelui Carol al II-lea.

## Istoric
În această casă a locuit, în timpul domniei sale din anii 1930-1940, Regele Carol al II-lea, împreună cu Principele Moștenitor Mihai, Mare Voievod de Alba-Iulia, când se aflau în București. Pentru o perioadă, Regele Carol a locuit aici și împreună cu amanta sa, Elena Lupescu.
Imediat după abdicarea și plecarea în străinătate a Regelui Carol al II-lea, cu Elena Lupescu, petrecută la 6 septembrie 1940, Regina mamă Elena a revenit în țară, în urma invitației adresate public de generalul Antonescu. Regele Mihai și mama sa au dorit să își stabilească în altă parte reședința, însă acest lucru nu s-a putut din cauza avariilor cauzate de cutremurul din 1940 Palatului Cotroceni, astfel că vila a rămas reședința Familiei Regale în puținele ocazii pe care le petreceau la București, cel mai adesea la convocarea generalului Antonescu.

### Casa Nouă la 23 august 1944
În biroul Regelui din Casa Nouă a avut loc, în după-amiaza zilei de 23 August 1944, audiența în cadrul căreia Mareșalul Antonescu, președintele Consiliului de Miniștri, a fost somat de Rege să încheie un armistițiu cu Aliații; întrucât acesta nu a fost de acord, a fost arestat și demis, fiind înlocuit la conducerea Guvernului cu generalul Constantin Sănătescu. 
După arestare, Antonescu a fost deținut, pentru câteva ore, în încăperea-seif aflată la etaj. Împreună cu el, în aceeași cameră a stat și fostul ministru de externe Mihai Antonescu - probabil și alți colaboratori apropiați, care fuseseră chemați la Palat pentru a putea fi arestați discret.
Reacția Germaniei naziste față de evenimentele de la 23 August a fost încercarea de a recuceri Bucureștiul, prin luptele de la Podul Băneasa și bombardarea masivă a centrului Capitalei, inclusiv a Palatului Regal și a Casei Noi. 
După bombardamentul din ziua de 24 august 1944, vila a fost distrusă în întregime, iar Palatul a fost avariat grav, devenind nelocuibil.

## Link extern
- Website-ul firmei Fichet-Bauche